# Марво, Сильвен
Сильве́н Марво́ (фр. Sylvain Marveaux; 15 апреля 1986, Ван, Франция) — французский футболист, полузащитник.

## Карьера
Сильвен начал карьеру в местном клубе «Менимур», а в 1999 году перешёл в молодёжную команду клуба «Ванн», где проводит два года. После этого он перешёл в молодёжную команду «Ренна». В 2006 году он подписал свой первый профессиональный контракт с этой командой. В сезоне 2006/07 он дебютировал в чемпионате Франции 5 августа 2006 года в матче против «Лилля». Сезон 2008/09 он почти полностью пропустил в связи с травмой.
18 июня 2011 года Марво подписал пятилетний контракт с английским «Ньюкасл Юнайтед». Впервые за новый клуб он сыграл в рамках Кубка Футбольной лиги в матче с «Сканторп Юнайтед». Свой первый гол за «Ньюкасл» Сильвен забил «Арсеналу» 29 декабря 2012 года. По окончании сезона 2015/16 Марво покинул «Ньюкасл» по взаимному согласию сторон.
15 июля 2016 года Марво подписал контракт с «Лорьяном» на один сезон.
26 января 2019 года отправился в аренду в «Нанси» до конца сезона.
29 июня 2021 года Марво подписал контракт с американским клубом «Шарлотт Индепенденс» из Чемпионшипа ЮСЛ.

## Карьера в сборной
С 2006 по 2008 годы Сильвен выступал за молодёжную сборную Франции, забив при этом четыре гола.

## Статистика
| Клуб             | Сезон            | Лига | Лига | Кубки | Кубки | Еврокубки | Еврокубки | Прочие | Прочие | Итого | Итого |
| Клуб             | Сезон            | Игры | Голы | Игры  | Голы  | Игры      | Голы      | Игры   | Голы   | Игры  | Голы  |
| ---------------- | ---------------- | ---- | ---- | ----- | ----- | --------- | --------- | ------ | ------ | ----- | ----- |
| Ренн             | 2006/07          | 28   | 5    | 4     | 1     | 0         | 0         | 0      | 0      | 32    | 6     |
| Ренн             | 2007/08          | 24   | 0    | 3     | 0     | 5         | 1         | 0      | 0      | 32    | 1     |
| Ренн             | 2008/09          | 5    | 0    | 0     | 0     | 1         | 0         | 0      | 0      | 6     | 0     |
| Ренн             | 2009/10          | 35   | 10   | 3     | 2     | 0         | 0         | 0      | 0      | 38    | 12    |
| Ренн             | 2010/11          | 10   | 1    | 0     | 0     | 0         | 0         | 0      | 0      | 10    | 1     |
| Ренн             | Итого            | 102  | 16   | 10    | 3     | 6         | 1         | 0      | 0      | 118   | 20    |
| Ньюкасл Юнайтед  | 2011/12          | 7    | 0    | 3     | 0     | 0         | 0         | 0      | 0      | 10    | 0     |
| Ньюкасл Юнайтед  | 2012/13          | 11   | 1    | 1     | 0     | 6         | 1         | 0      | 0      | 18    | 2     |
| Ньюкасл Юнайтед  | Итого            | 18   | 1    | 4     | 0     | 6         | 1         | 0      | 0      | 28    | 2     |
| Всего за карьеру | Всего за карьеру | 120  | 17   | 14    | 3     | 12        | 2         | 0      | 0      | 146   | 22    |